# (4683) Veratar
(4683) Veratar (1976 GJ1) – planetoida z pasa głównego asteroid okrążająca Słońce w ciągu 5,49 lat w średniej odległości 3,11 j.a. Odkryta 1 kwietnia 1976 roku.